# Buteoninae
Los buteoninos (Buteoninae) son un subfamilia de la familia Accipitridae engloba las aves rapaces medianas y grandes de alas anchas. No obstante, la clasificación de las aves rapaces está mal definida[cita requerida] y es objeto constante de nuevas propuestas. Por ello, la familia Buteoninae engloba, según los autores, un número variable de géneros y especies. En su concepción más clásica, contiene los ratoneros, las águilas y los pigargos. Pero estudios genéticos recientes separan en subfamilias diferentes a las águilas (Aquilinae), a los pigargos (Haliaeetinae) y a las grandes águilas selváticas (Harpiinae).
Tienen el pico ganchudo, grande y fuerte, para desgarrar la carne de sus presas, y patas y garras fuertes. Su vista es excelente, lo que les permite localizar presas potenciales a gran distancia. Se distribuyen por todo el mundo, pero especialmente en América.

## Especies
Buteo magnirostris Taguató común

| Género                                                 | Especie           | Nombres comunes |
| Rupornis                                               | R. magnirostris   | Busardo caminero Gavilán habado Águila caminera Aguililla caminera Caranchillo Gavilán chapulinero Gavilán de alas rojas Taguató común Gavilán caminero                                                  |
| Percnohierax                                           | P. leucorrhous    | Busardo culiblanco Taguató negro Gavilán negro |
| Asturina                                               | A. plagiata       | Aguililla gris |
| Asturina                                               | A. nitida         | Aguililla gris Busardo gris Aguilucho gris Gavilán saraviado |
| Buteo                                                  | †B. grangeri      | (extinto) |
| Buteo                                                  | B. ridgwayi       | Gullala Busardo de La Española Gavilán dominicano Guaraguaíto de La Española |
| Buteo                                                  | B. lineatus       | Busardo de hombros rojos Aguilucho de espalda roja Aguililla pechirroja Gavilán de hombros rojos |
| Buteo                                                  | †B. hoffstetteri  | (extinto) |
| Buteo                                                  | B. platypterus    | Guaraguao de bosque Gavilán aliancho |
| Buteo                                                  | B. brachyurus     | Busardo colicorto Aguililla colicorta Gavilán colicorto Aguilucho cola corta Gavilán rabicorto |
| Buteo                                                  | B. albigula       | Busardo gorgiblanco Aguilucho andino gavilán gorgiblanco |
| Buteo                                                  | B. swainsoni      | Ratonero de Swainson Busardo chapulinero Aguilucho langostero Aguililla de Swainson Gavilán de Swainson Azacuán                                                                                          |
| Buteo                                                  | B. galapagoensis  | Ratonero de las Galápagos Busardo de las Galápagos Gavilán de las Galápagos |
| Buteo                                                  | B. albicaudatus   | Busardo coliblanco Aguilucho de cola blanca Águila de cola blanca Aguililla coliblanca Aguilucho de alas largas Gavilán coliblanco                                                                       |
| Buteo                                                  | B. polyosoma      | Busardo dorsirrojo Aguilucho común Gavilán andino |
| Buteo                                                  | B. poecilochrous  | Busardo puneño Aguilucho puneño gavilán variable |
| Buteo                                                  | B. albonotatus    | Busardo aura Aguililla aura Gavilán gallinazo Gavilán oscuro |
| Buteo                                                  | B. solitarius     | Busardo hawaiano Gavilán hawaiano |
| Buteo                                                  | B. ventralis      | Busardo patagón |
| Buteo                                                  | B. jamaicensis    | Ratonero colirrojo Busardo colirrojo Aguilucho de Jamaica Águila colirroja Aguililla colirroja Gavilán colirrojo Guaraguao                                                                               |
| Buteo                                                  | B. buteo          | Ratonero europeo Ratonero común Busardo ratonero Águila ratonera Buharro |
| Buteo                                                  | B. oreophilus     | Ratonero montañés Busardo montañés |
| Buteo                                                  | B. brachypterus   | Busardo malgache Ratonero malgache |
| Buteo                                                  | B. lagopus        | Ratonero calzado Busardo calzado Aguililla ártica |
| Buteo                                                  | B. rufinus        | Ratonero moro Busardo moro |
| Buteo                                                  | B. hemilasius     | Ratonero mongol Busardo mongol |
| Buteo                                                  | B. regalis        | Busardo herrumbroso Aguililla real Gavilán herrumbroso |
| Buteo                                                  | B. auguralis      | Busardo cuellirrojo Ratonero de cola roja Ratonero oriental |
| Buteo                                                  | B. augur          | Busardo augur oriental Ratonero africano Ratonero augur |
| Buteo                                                  | B. archeri        | Busardo augur somalí Ratonero de Archer |
| Buteo                                                  | B. rufofuscus     | Busardo augur meridional Ratonero africano Agorero |
| Parabuteo                                              | P. unicinctus     | Peuco Busardo mixto Gavilán mixto Aguililla de Harris Aguililla rojinegra Gavilán alicastaño Gavilán rabiblanco                                                                                          |
| Busarellus                                             | B. nigricollis    | Busardo colorado Águila colorada Aguililla canela Gavilán cienaguero |
| Buteogallus                                            | B. anthracinus    | Busardo negro norteño Aguililla negra menor Gavilán batista Gavilán cangrejero negro |
| Buteogallus                                            | B. subtilis       | Busardo negro del Pacífico Gavilán cangrejero de manglar |
| Buteogallus                                            | B. aequinoctialis | Busardo negro del Atlántico Gavilán cangrejero rojo |
| Buteogallus                                            | B. urubitinga     | Urubitinga Aguililla negra mayor Busardo negro urubutinga Gavilán cangrejero grande Gavilán negro mayor                                                                                                  |
| Buteogallus                                            | B. meridionalis   | Busardo sabanero Águila colorada Aguilucho colorado Gavilán cangrejero colorado Gavilán sabanero |
| Geranoaetus                                            | G. melanoleucus   | Águila mora Águila paramuna |
| †Titanohierax                                          | †T. gloveralleni  | (extinto) |
| †Titanohierax                                          | †T. borrasi       | (extinto) |
| †Amplibuteo                                            | †A. concordatus   | (extinto) |
| †Amplibuteo                                            | †A. hibbardi      | (extinto) |
| †Amplibuteo                                            | †A. woodwardi     | (extinto) |
| Kaupifalco                                             | K. monogrammicus  | Busardo gavilán |
| Butastur                                               | B. rufipennis     | Busardo langostero Azor langostero |
| Butastur                                               | B. liventer       | Busardo alirrojo |
| Butastur                                               | B. teesa          | Busardo tisa Azor tisa |
| Butastur                                               | B. indicus        | Busardo carigrís Azor de cara grís |
| Leucopternis                                           | L. schistacea     | Busardo pizarroso Gavilán patirrojo |
| Leucopternis                                           | L. plumbea        | Busardo plomizo Gavilán pizarra |
| Leucopternis                                           | L. princeps       | Busardo azoreño Gavilán príncipe |
| Leucopternis                                           | L. melanops       | Busardo carinegro Gavilán carinegro |
| Leucopternis                                           | L. kuhli          | Busardo cejiblanco Gavilán de cabeza negra |
| Leucopternis                                           | L. lacernulata    | Busardo cuelliblanco Gavilán blanco y grís |
| Leucopternis                                           | L. semiplumbea    | Busardo semiplomizo Gavilán de cabeza gris Gavilán gris |
| Leucopternis                                           | L. albicollis     | Busardo blanco Aguililla blanca Gavilán blanco y negro Gavilán blanco |
| Leucopternis                                           | L. occidentalis   | Busardo dorsigrís Gavilán dorsigrís |
| Leucopternis                                           | L. polionota      | Busardo blanquinegro Aguilucho blanco Gavilán blanco |
| Harpyhaliaetus                                         | H. solitarius     | Águila solitaria Aguililla solitaria |
| Harpyhaliaetus                                         | H. coronatus      | Águila de Azara Águila solitaria coronada |
| Harpia                                                 | H. harpyja        | Arpía mayor Águila arpía |
| Harpyopsis                                             | H. novaeguineae   | Arpía papúa |
| Pithecophaga                                           | P. jefferyi       | Águila monera |
| Morphnus                                               | P. guianensis     | Arpía menor Águila moñuda |
| Spizastur                                              | S. melanoleucus   | Águila-azor blanquinegra Águila blanquinegra Águila crestada blanca Águila ventriblanca Águila-azor chica Águila marcial Águila viuda Aguilillo blanco y negro Aguilucho blanquinegro Águila enmascarada |
| Lophaetus                                              | L. occipitalis    | Águila crestilarga Águila-azor de cresta larga |
| Spizaetus                                              | S. africanus      | Águila-azor congoleña |
| Spizaetus                                              | S. cirrhatus      | Águila-azor variable |
| Spizaetus                                              | S. nipalensis     | Águila-azor montañesa |
| Spizaetus                                              | S. alboniger      | Águila-azor indonesia |
| Spizaetus                                              | S. bartelsi       | Águila-azor de Java |
| Spizaetus                                              | S. lanceolatus    | Águila-azor de Célebes |
| Spizaetus                                              | S. philippensis   | Águila-azor filipina |
| Spizaetus                                              | S. nanus          | Águila-azor de Wallace |
| Spizaetus                                              | S. tyrannus       | Águila tirana Águila crestada negra Águila-azor negra Aguilillo negro Aguilucho negro Águila iguanera |
| Spizaetus                                              | S. ornatus        | Águila calzada barreada Águila elegante Águila penachuda Águila-azor galana Águila-azor blanca Águila crestada real Aguilillo penachudo Águila coronada                                                  |
| Stephanoaetus                                          | †S. maherty       | (extinto) |
| Stephanoaetus                                          | S. coronatus      | Águila coronada |
| Oroaetus                                               | O. isidori        | Águila poma Águila real de montaña Águila crestada |
| Ictinaetus                                             | I. malayensis     | Águila negra Águila milana |
| Aquila                                                 | A. pomarina       | Águila pomerana |
| Aquila                                                 | A. hastata        | Águila moteada hindú |
| Aquila                                                 | A. clanga         | Águila moteada |
| Aquila                                                 | A. rapax          | Águila rapaz |
| Aquila                                                 | A. nipalensis     | Águila esteparia |
| Aquila                                                 | A. adalberti      | Águila imperial ibérica |
| Aquila                                                 | A. heliaca        | Águila imperial oriental |
| Aquila                                                 | A. gurneyi        | Águila moluqueña |
| Aquila                                                 | †A. bivia         | (extinto) |
| Aquila                                                 | A. chrysaetos     | Águila real Águila dorada |
| Aquila                                                 | A. audax          | Águila audaz |
| Aquila                                                 | A. verreauxii     | Águila cafre Águila de Verreaux |
| Aquila                                                 | A. wahlbergi      | Águila de Wahlberg |
| †Harpagornis                                           | †H. moorei        | Águila de Haast (extinta) |
| Polemaetus                                             | P. bellicosus     | Águila marcial Águila belicosa |
| Hieraaetus                                             | H. fasciatus      | Águila perdicera Águila-azor perdicera Águila perdiguera |
| Hieraaetus                                             | H. spilogaster    | Águila-azor africana Águila africana |
| Hieraaetus                                             | H. pennatus       | Águila calzada Águila bastarda Aguililla calzada |
| Hieraaetus                                             | H. morphnoides    | Águila calzada australiana Aguililla australiana |
| Hieraaetus                                             | H. ayresii        | Águila-azor de Ayres |
| Hieraaetus                                             | H. kienerii       | Águila-azor ventrirroja |
| Haliaeetus                                             | H. leucogaster    | Pigargo oriental |
| Haliaeetus                                             | H. sanfordi       | Pigargo de las Salomón Pigargo de Sanford |
| Haliaeetus                                             | H. vocifer        | Pigargo cafre Pigargo vocinglero africano |
| Haliaeetus                                             | H. vociferoides   | Pigargo malgache |
| Haliaeetus                                             | H. leucoryphus    | Pigargo de Pallas |
| Haliaeetus                                             | H. leucocephalus  | Pigargo americano Pigargo cabeciblanco Águila calva Águila cabeciblanca |
| Haliaeetus                                             | H. pelagicus      | Pigargo gigante Pigargo de Steller |
| Haliaeetus                                             | H. albicilla      | Pigargo coliblanco Pigargo europeo |
| Ichthyophaga                                           | I. humilis        | Pigarguillo menor Pigargo menor |
| Ichthyophaga                                           | I. ichthyaetus    | Pigarguillo común Pigargo de cabeza gris |
| En negrita, los nombres recomendados por SEO/BirdLife. |                   | |